# Mariner–1
A Mariner–1 a NASA Mariner-programjának első űrszondája. A küldetés sikertelen volt. A Vénusz-szonda küldetését a Mariner–2 teljesítette.

## Küldetés
Az első amerikai űreszköz, amelyet a Vénusz bolygó kutatására indítottak. Cél a Vénusz felderítésének segítése. A gyakorlatnak megfelelően kettő műholdat építettek, ha az első meghibásodik, akkor kis csúszással a második, a tartalék veszi át a tudományos kutatási szerepet. A hordozórakéta irányítási hiba miatt letért a pályájáról, 239 másodperccel indítás után megsemmisítették.

## Jellemzői
A Mariner űrszondákat a NASA Jet Propulsion Laboratoryumában fejlesztették, irányításával építették. Üzemeltette a NASA és a Office Space Science and Applications (OSSA) .
1962. július 22-én Floridából, a Cape Canaveral (KSC) Kennedy Űrközpontból, a LC–12 (LC–Launch Complex) jelű indítóállványról egy Atlas–Agena B hordozórakétával emelkedett a magasba.

## Felépítés
A Mariner–1 felépítése azonos volt a Mariner–2-vel, amit 1962. augusztus 27-én indítottak el. A Mariner–1 egy hatoldalú alapból állt, amely 1,04 méter átmérőjű és 0,36 méter vastag. Az alap tetején volt egy piramis alakú szerkezet, amin a tudományos kísérletek zajlottak. Az űrszonda teljes magassága elérte a 3,66 métert. Az alap két oldalán voltak a 0,76 méter széles és 5,05 méter hosszú napelemtáblák. Az alap egyik oldalára kapcsolódott egy karral az antenna. Az űregység teljes tömeg 202,8 kilogramm.

## Külső hivatkozások
- Mariner-program. astronautix.com. (Hozzáférés: 2014. február 20.)
- Mariner–1. nasa.gov. [2014. február 25-i dátummal az eredetiből archiválva]. (Hozzáférés: 2014. február 21.)

| Elődje: Kezdet | Mariner-program 1962–1973 | Utódja: Mariner–2 |